# Microhydrodytes
Microhydrodytes elachistus es una especie de coleóptero adéfago  perteneciente a la familia Dytiscidae. Es el único miembro del género monotípico Microhydrodytes.